# Mazda R360
Der Mazda R360 war ein Coupé von Toyo Kogyo, heute Mazda, und Mazdas erstes Pkw-Modell. Das in der japanischen Kei-Car-Klasse angesiedelte Modell wurde 1960 präsentiert. Der Preis des R360 lag zunächst bei 300.000 Yen und war damit niedriger als beim Subaru 360 des damaligen Hauptkonkurrenten Subaru. Vom R360 abgeleitet war der 1961 erschienene Mazda B360.
Angetrieben wurde der R360 von einem luftgekühlten Zweizylinder-Viertaktmotor mit 356 cm³ und hängenden Ventilen, der 12 kW (16 PS) leistete und ursprünglich aus der dreirädrigen Mazda T-Serie stammte. Dieser saß im Heck und trieb über ein Vierganggetriebe die Hinterräder an.
Einzigartig in der Kleinwagenklasse gab es auf Wunsch auch ein Zweistufenautomatikgetriebe mit Drehmomentwandler. Damit begründete Mazda seinen Ruf in Japan, behindertengerechte Fahrzeuge herzustellen.
Das Auto war nur ein Zweisitzer und hatte damit einen Nachteil. Daher gab es ab 1962 den viersitzigen Mazda Carol P360, als 3-türige und den Carol P600 als 5-türige Limousine auf Basis des R360. Obwohl das Interesse am R360 nachließ, produzierte man ihn noch, vor allem für behinderte Fahrer, bis 1969 und den (Carol) P360 bis 1970. Die Gesamtproduktion des R360 betrug 65.737 Einheiten. Erst 1972 bot Mazda mit dem Mazda Chantez wieder ein Kei-Car an.

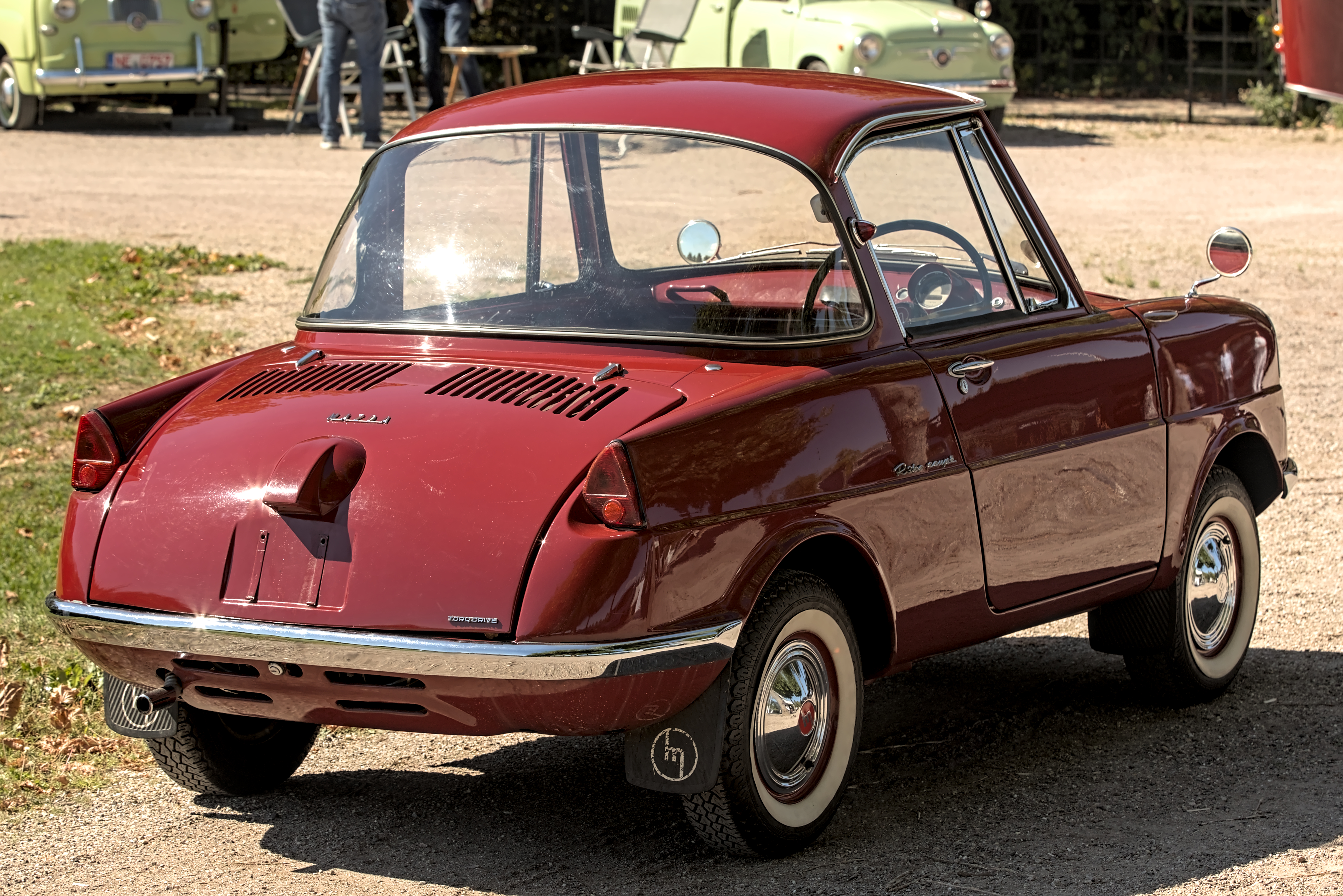
Heckansicht
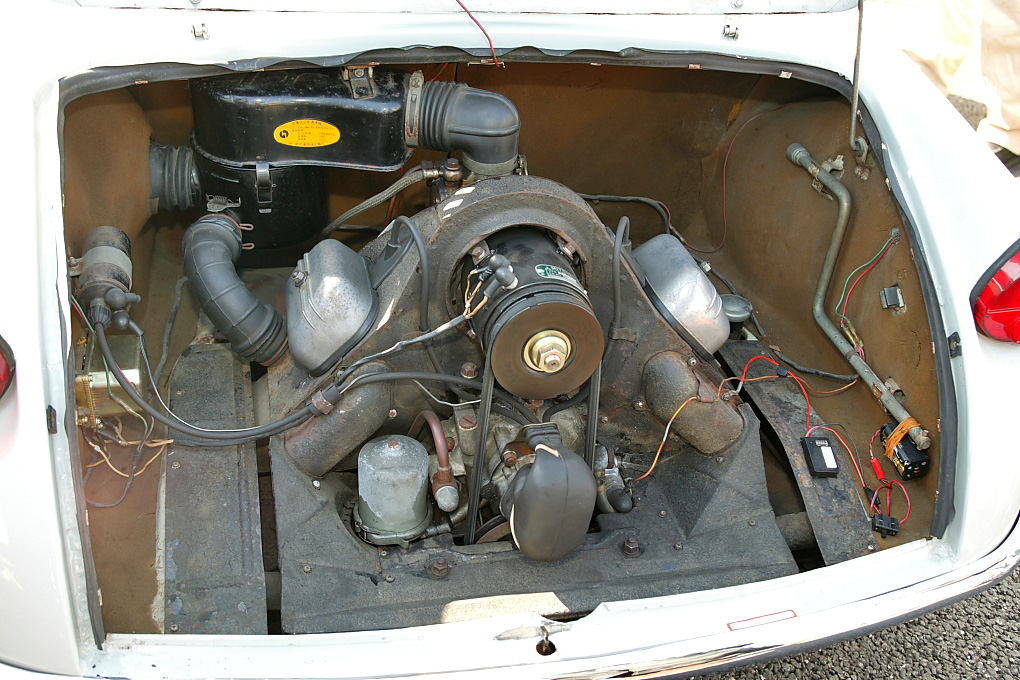
Der Heckmotor